# Bodo Illgner
Bodo Illgner (Koblenz, 1967. április 7. –) német labdarúgó, kapus.

## Pályafutása

### Klubcsapatban
Illgner Koblenzben született, azonban a Kölnben mutatkozott be a felnőttek között. Első meccsét 1986-ban, egy Bayern München elleni 3–1-es győzelem alkalmával játszotta. Az 1987-88-as szezontól kezdődően ő lett a klub első számú kapusa, 1991-ben a legjobb kapusnak is megválasztották.
1996 nyarán a spanyol Real Madridhoz igazolt. Első idényében 40 mérkőzésen kapott szerepet, és nagyban hozzájárult a fővárosi csapat bajnoki címéhez. Később elvesztette kezdőcsapatbeli helyét Santiago Cañizaresszel szemben, ám nem sokkal később visszaszerezte azt, az 1998-as BL-döntőn már újra ő állt a kapuban.
2000-ben került fel az ifjúsági csapatból az akkor 18 éves Iker Casillas, aki még a kispadról is kiszorította őt. A 2000-01-es idény végeztével vonult vissza.

### A válogatottban
A válogatottban 1987-ben, Dánia ellen mutatkozott be, az 1988-as Eb-re már Eike Immel cseréjeként utazott el.
Az 1990-es vb-n Franz Beckenbauer már vele számolt első számú kapusként. A németek itt világbajnoki címet szereztek.
Illgner ezt követően játszott még az 1992-es Eb-n és az 1994-es vb-n is. Végül 54 válogatottsággal zárt.

## Sikerei, díjai

### Klub
- 1. FC Köln:
  - Kupadöntős: 1990-91
  - UEFA-kupa-döntős: 1985-86
- Real Madrid:
  - Bajnok: 1996-97, 2000-01
  - BL-győztes: 1997-98, 1999-2000
  - Interkontinentális kupa: 1998

### Válogatott
- Világbajnok: 1990
- Eb-ezüstérmes: 1992

### Egyéni
- Az év német kapusa: 1989, 1990, 1991, 1992
- Az év kapusa: 1991

## Statisztikái
| Klub             | Szezon           | League          | League | Kupa            | Kupa  | Nemzetközi      | Nemzetközi | Egyéb           | Egyéb | összesen        | összesen |
| Klub             | Szezon           | Pályára lépések | Gólok  | Pályára lépések | Gólok | Pályára lépések | Gólok      | Pályára lépések | Gólok | Pályára lépések | Gólok    |
| ---------------- | ---------------- | --------------- | ------ | --------------- | ----- | --------------- | ---------- | --------------- | ----- | --------------- | -------- |
| Köln             | 1985–86          | 2               | 0      | 0               | 0     | 0               | 0          | 0               | 0     | 2               | 0        |
| Köln             | 1986–87          | 16              | 0      | 0               | 0     | 0               | 0          | 0               | 0     | 16              | 0        |
| Köln             | 1987–88          | 34              | 0      | 2               | 0     | 0               | 0          | 0               | 0     | 36              | 0        |
| Köln             | 1988–89          | 33              | 0      | 2               | 0     | 6               | 0          | 0               | 0     | 41              | 0        |
| Köln             | 1989–90          | 34              | 0      | 3               | 0     | 10              | 0          | 0               | 0     | 47              | 0        |
| Köln             | 1990–91          | 34              | 0      | 7               | 0     | 6               | 0          | 0               | 0     | 47              | 0        |
| Köln             | 1991–92          | 37              | 0      | 2               | 0     | 0               | 0          | 0               | 0     | 39              | 0        |
| Köln             | 1992–93          | 31              | 0      | 2               | 0     | 2               | 0          | 0               | 0     | 35              | 0        |
| Köln             | 1993–94          | 33              | 0      | 2               | 0     | 0               | 0          | 0               | 0     | 35              | 0        |
| Köln             | 1994–95          | 34              | 0      | 5               | 0     | 0               | 0          | 0               | 0     | 39              | 0        |
| Köln             | 1995–96          | 34              | 0      | 1               | 0     | 1               | 0          | 0               | 0     | 36              | 0        |
| Köln             | 1996–97          | 4               | 0      | 1               | 0     | 0               | 0          | 0               | 0     | 5               | 0        |
| Köln             | összesen         | 326             | 0      | 27              | 0     | 25              | 0          | 0               | 0     | 378             | 0        |
| Real Madrid      | 1996–97          | 40              | 0      | 6               | 0     | 0               | 0          | 0               | 0     | 46              | 0        |
| Real Madrid      | 1997–98          | 12              | 0      | 2               | 0     | 5               | 0          | 0               | 0     | 19              | 0        |
| Real Madrid      | 1998–99          | 34              | 0      | 3               | 0     | 8               | 0          | 2               | 0     | 47              | 0        |
| Real Madrid      | 1999–00          | 5               | 0      | 1               | 0     | 1               | 0          | 0               | 0     | 7               | 0        |
| Real Madrid      | 2000–01          | 0               | 0      | 0               | 0     | 0               | 0          | 0               | 0     | 0               | 0        |
| Real Madrid      | összesen         | 91              | 0      | 12              | 0     | 14              | 0          | 2               | 0     | 119             | 0        |
| Karrier összesen | Karrier összesen | 417             | 0      | 39              | 0     | 39              | 0          | 2               | 0     | 497             | 0        |